# Ljudska knjižnica Metlika
Ljudska knjižnica Metlika je osrednja splošna knjižnica s sedežem na CBE 23 (Metlika).